# Международный университет имени Имама Хомейни
Международный университет имени Имама Хомейни (перс. دانشگاه بین‌المللی امام خمینی‎) — государственное высшее учебное заведение в Иране. Расположен в городе Казвин.

## Общие сведения
Международный университет в Казвине был образован в 1984 году под эгидой Министерства науки, исследований и технологий Ирана как исламское научно-образовательное учреждение.
В 1991 году Международному университету было присвоено имя основоположника Исламской Республики Иран Имама Хомейни.
По состоянию на 2016 год, профессорско-преподавательский состав Университета насчитывает 416 преподавателей, осуществляющих подготовку бакалавров по 41 специализации, магистров по 54 профилям и докторов по 12 программам. На 6 факультетах университета по 107 специальностям обучаются 6300 иранских и 530 иностранных студентов, а также 260 иностранных студентов проходят подготовку на курсах Центра изучения персидского языка.

### Образовательная деятельность
По состоянию на июнь 2016 года основной учебный процесс в университете осуществляется на 6 факультетах:
1. Архитектурно-градостроительная кафедра
2. Кафедра естественных наук
3. Кафедра инженерии и технологии
4. Кафедра исламских наук и исследований
5. Кафедра социальных наук
6. Кафедра филологии и гуманитарных наук.

### Международная деятельность
Университет активно развивает международное сотрудничество в области студенческих обменов и осуществлении совместных научно-образовательных проектов и программ. На сегодняшний день МУ им. Имама Хомейни имеет двусторонние соглашения с Университетом Валенсии, Шанхайским университетом иностранных языков, Казанским федеральным университетом, Татарским государственным гуманитарно-педагогическим университетом.